# Wilkinson Call

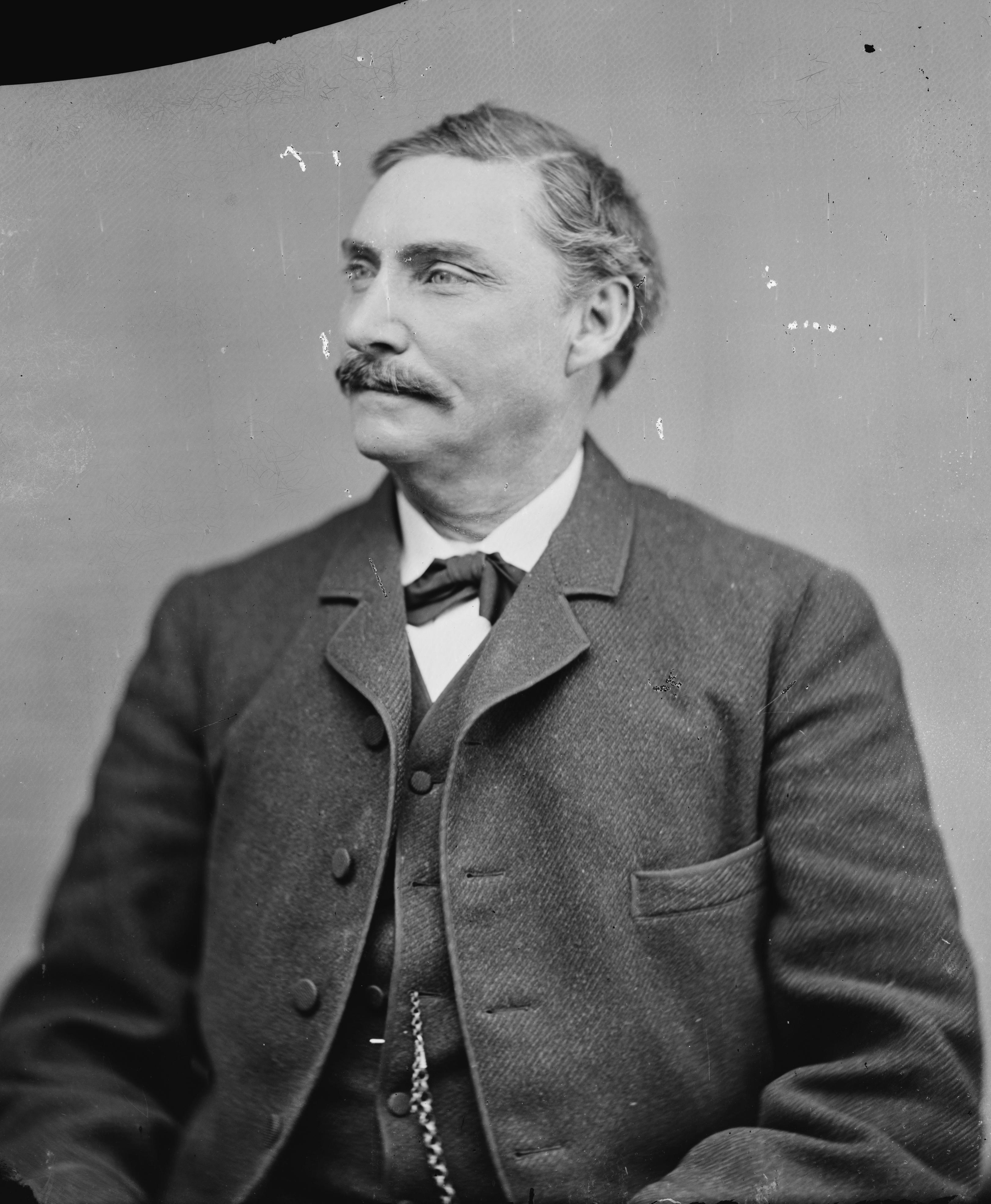
Wilkinson Call

Wilkinson Call (* 9. Januar 1834 in Russellville, Logan County, Kentucky; † 24. August 1910 in Washington D.C.) war ein US-amerikanischer Politiker der Demokratischen Partei, der den Bundesstaat Florida im Senat der Vereinigten Staaten vertrat.
Call entstammte einer Politikerfamilie. Sein Onkel Richard Keith Call war zwischen 1836 und 1844 zweimal Gouverneur des Florida-Territoriums und vertrat dieses auch im US-Repräsentantenhaus; sein Cousin James David Walker gehörte als Repräsentant von Arkansas sechs Jahre lang an der Seite Calls dem US-Senat an.
Der in Kentucky aufgewachsene Call, der dort auch zur Schule ging, zog als junger Mann nach Jacksonville in Florida, wo er zum Anwalt ausgebildet wurde und dort nach der Aufnahme in die Anwaltskammer praktizierte. Während des Amerikanischen Bürgerkriegs diente der Sklavenhalter Call im Rang eines Adjutant general in der Konföderiertenarmee.
Schon kurz nach dem Krieg wurde Call am 29. Dezember 1865 in den US-Senat gewählt; der Amtsantritt wurde ihm jedoch verweigert. In der Demokratischen Partei gewann er an Einfluss und gehörte zeitweise deren National Executive Committee an. Er arbeitete weiter als Jurist, ehe er 1879 zum zweiten Mal den Sieg bei einer Senatswahl davontrug: Diesmal konnte er seinen Sitz einnehmen. Nach zweimaliger Wiederwahl verbrachte Wilkinson Call insgesamt 18 Jahre im Senat, ehe er am 3. März 1897 ausschied. In dieser Zeit war er unter anderem Vorsitzender des Patentausschusses (Committee on Patents).
Call lebte danach weiter in Washington, wo er 1910 starb.